# آلینهورن
آلینهورن (به لاتین: Allalinhorn) یک کوه در سوئیس است که در کانتون وله واقع شده‌است. آلینهورن ۴٬۰۲۷ متر بالاتر از سطح دریا واقع شده‌است.